# Traill Ø
Traill Ø ist eine grönländische Insel im Nordost-Grönland-Nationalpark. Sie ist die drittgrößte Insel des Landes.

## Geografie

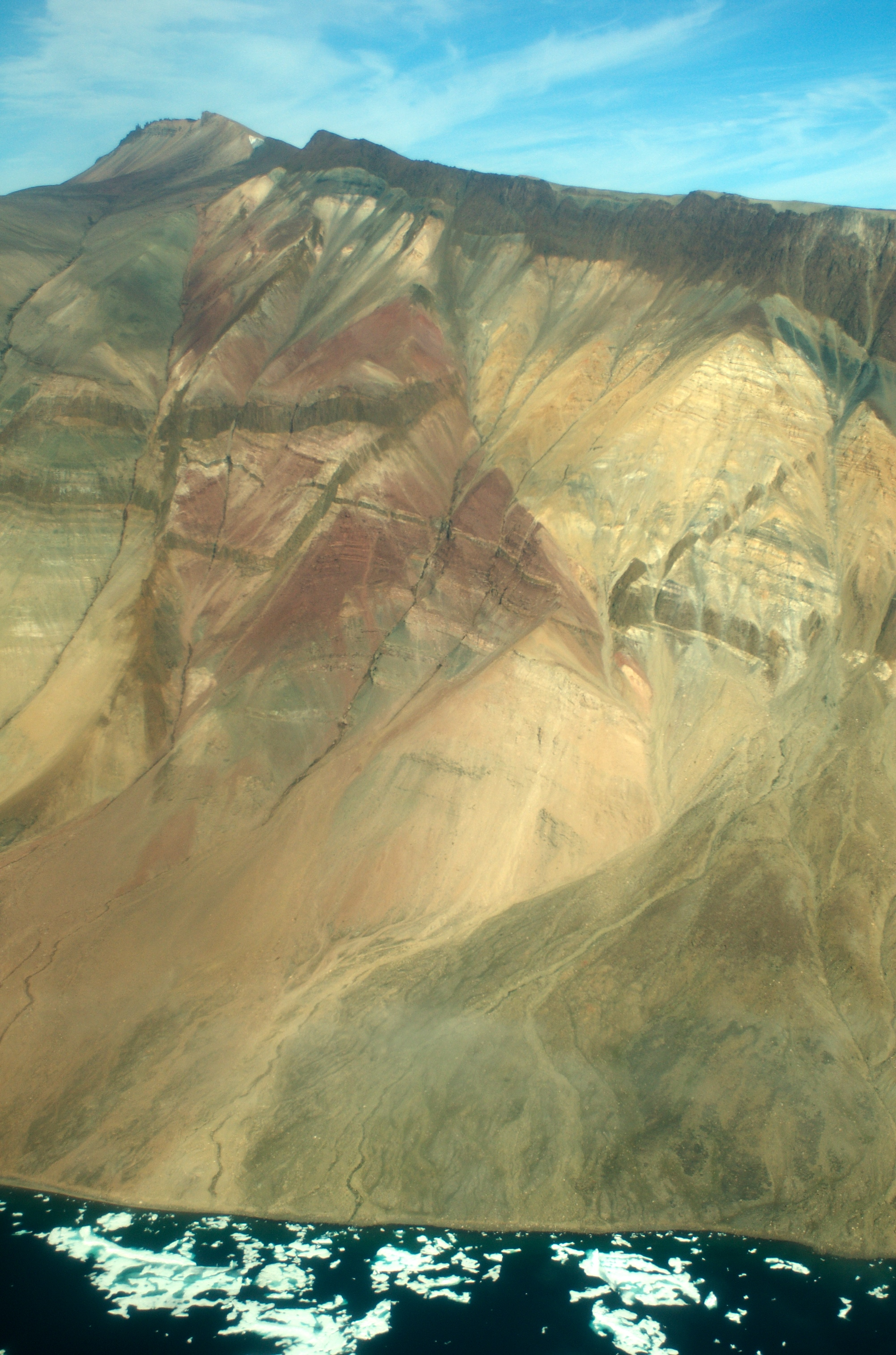
Geologische Verwerfung an der Südküste von Traill Ø

Traill Ø liegt vor der Ostküste Grönlands in der Grönlandsee. Vor der Süd- und Westküste verläuft der Kong Oscar Fjord, der die Insel im Süden von Scoresby Land, im Westen von Lyell Land sowie der nördlich davon gelegenen Ella Ø abtrennt. Im Norden liegt auf der anderen Seite des Vega Sunds die Geographical Society Ø. Im Osten schneidet sich der Mountnorris Fjord 25 km tief in die zerklüftete Insel.
Traill Ø ist etwa 110 km lang und bis zu rund 50 km breit. Für ihre Fläche werden Werte von 3458,6 km², 3541,6 km² und 3600 km² angegeben. Ihr höchster Punkt ist unbenannt und wird mit einer Höhe von 1756 m oder 1884 m über dem Meer angegeben.

## Geschichte
Die Insel wurde 1822 von William Scoresby besucht, der davon ausging, dass der Mountnorris Fjord ein Sund sei, der die Insel in zwei Teile teilt. Er benannte den südlichen Teil nach seinem Freund, dem Mediziner und Zoologen Thomas Stewart Traill (1781–1862), der zahlreiche Tiere bestimmte, die Scoresby von seiner Expedition mitbrachte. Er später stellte sich heraus, dass es sich um eine größere Insel handelte.
Zwischen 1929 und 1933 errichteten norwegische Fischer sechs Jagdhütten auf der Insel. Zwischen 1955 und 1960 betrieben Dänen einige Jagdhütten auf Traill Ø. Auf der Insel befinden sich zudem archäologische Reste früherer Besiedelung.